# Podlonk
Podlonk je naselje v Občini Železniki.